# がん村
がん村（がんむら）は、中華人民共和国で地下水の水質悪化により、がん患者が他地域より多発している村を指す。癌症村とも呼ばれる。中国環境保護部が2013年2月に発表した「化学物質の環境リスク管理計画書」において健康被害が出ていることを認めた。200村以上あると言われ、中国中東部の経済的に発達した地域、なかでも水汚染が深刻な地区に多いと言われている。

## 概要
工業廃水や生活排水が垂れ流しになっていることに加え、化学肥料や農薬が大量散布されることにより、地下水に発癌物質が流れているのが原因と言われている。
2010年には、浙江省三門県にあるがん村の「懸渚村」で住民による抗議運動があった。WHOの報告によると、2012年の新たながん症例のおよそ半分近くを中国が占めた。
中国政府は、2012年に巨額の浄化費用を投じる水資源保護の計画を発表し、汚染が新たなビジネスチャンスになると見られている。